# Sylar
Gabriel "Sylar" Gray is een personage uit de Amerikaanse televisieserie Heroes.
Hij is een seriemoordenaar met bovenmenselijke krachten, die anderen met superkrachten vermoordt om hun gaven over te nemen. Hij wordt vertolkt door Zachary Quinto.

## Verhaal van het personage

### Eerste seizoen
In het begin van de verhaallijn is hij, net als zijn (adoptie)vader, een onbeduidende horlogemaker. Later ontdekt hij dat hij een gave heeft die ervoor zorgt dat hij alles intuïtief begrijpt. Hij snapt hoe alles werkt en 'hoort' het als er iets niet goed werkt (bijvoorbeeld een horloge, of zelfs de hersenen). Chandra Suresh is een geneticus die zijn leven wijdde aan het zoeken naar mensen met zulke gaven. Chandra Suresh stelt een lijst op met alle namen van mensen met gaven, maar niemand wil iets met het onderzoek te maken hebben. De eerste geïnteresseerde is Gabriel Gray. Chandra Suresh voert allerlei onderzoeken uit en noemt Gabriel "Patient Zero". Na talloze experimenten verliest Suresh zijn hoop omdat hij niets vindt bij Sylar. Sylar die zo fanatiek speciaal wil zijn, wordt kwaad en neemt in zijn woede een post-it note mee met naam en adres van Brian Davis, iemand met de gave telekinese. Sylar zoekt Brian op en met zijn gave ziet hij hoe Brian "werkt" en wat er "fout" is in zijn DNA. Deze "fout" is de gave van telekinese. Hij vermoordt Brian, doet iets met de hersenen en heeft nu zelf de gave van telekinese (het is een algemene perceptie, dat Sylar de hersenen van zijn slachtoffers opeet, in seizoen 3 blijkt echter na een gesprek met Claire Bennet terwijl hij haar krachten overneemt dat dit niet het geval is, wat hij wel doet is tot nog toe onbekend). Hij gebruikt deze gave zeer vaak, daarom dat deze gave dan ook zo goed ontwikkeld is bij Sylar. Gabriel Gray koos de naam Sylar toen hij Brian Davis voor het eerst ontmoette en niet zijn eigen naam wilde geven, maar de merknaam Sylar van zijn horloge. Sylar deed zich in een aflevering ook voor als Isaac Mendez (toen hij de FBI de tip gaf dat Ted Sprague vrij rondliep). Hij heeft doorheen de afleveringen al veel gaven kunnen stelen: Brian Davis (telekinetisch), de familie Walker (gaven onbekend, Molly Walker zat verstopt), Charlie Andrews (Bovenmenselijke mogelijkheid om alles te onthouden), Zane Taylor (molecunaire manipulatie), Dale (ontwikkeld gehoor), Isaac Mendez (schilder van de toekomst) en Ted Sprague (nucleair). Maar hij heeft ook het leven van Chandra Suresh, de geneticus en zijn eigen moeder (in een gevecht) beëindigd en hij heeft Jackie Wilcox (cheerleader) vermoord omdat hij dacht dat ze bovenmenselijke gaven bezat. Sommige 'heroes' zorgen er zelf voor dat Sylar hun gave niet kan krijgen: Eden McCain is hier een voorbeeld van (ze heeft zelfmoord gepleegd toen Sylar haar gave (overtuigingskracht door haar stem) wilde stelen).
In de laatste aflevering van seizoen 1 werd Sylar door Hiro Nakamura neergestoken met een katana. Zwaargewond zakte hij ineen, en kon nog net met zijn krachten Hiro de lucht in slingeren. Aan het eind van de aflevering was Sylar verdwenen, en zag men enkel nog een bloedspoor dat naar een put leidde.

#### Alternatieve toekomst
In "Five Years Gone" zien we Sylar als President, maar hij heeft dankzij Candice Wilmer de mogelijkheid gekregen om zich als Nathan Petrelli (die hij overigens ook vermoord heeft) voor te doen. Sylar werkt in deze toekomst samen met 'de Haïtiaan', Mohinder Suresh en Matt Parkman, waardoor hij in staat is mensen met speciale gaven gevangen te nemen. Hij wil met veel plezier Hiro Nakamura uitschakelen, zodat deze niet naar het verleden kan reizen om hem daar te doden.

### Tweede seizoen
In het tweede seizoen wordt onthuld dat Sylar door Candice Wilmer de put is ingesleept. Hij is nog in leven, maar zijn gevecht met Hiro heeft zijn tol geëist. Hij heeft 8 operaties moeten ondergaan om zijn wond te laten behandelen, en door de verwonding zijn z'n krachten verdwenen. Aan het einde van seizoen 2 krijgt hij zijn krachten weer terug door het bloed van Claire Bennet in te spuiten.

### Derde seizoen
In het derde seizoen geneest Sylar zich met het bloed afgenomen van Claire Bennet en hiermee krijgt hij zijn gave van telekinese terug. Hij besluit naar Californië te reizen om daar Claires krachten af te nemen. Na het overnemen van haar gave vertelt hij de nog levende Claire, dat hij niet in staat is haar te doden, zelfs als hij dat wilde. Dit komt naar zijn eigen zeggen, omdat ze "speciaal" is. Sylar neemt bovendien enkele mappen van "The Company" mee over sommige speciale mensen.
Sylar breekt daarna in bij "the Company", doodt Bob Bishop en neemt zijn krachten over. Daarna probeert hij Elle Bishop te vinden en haar te doden, iets wat mislukt. Door een van Elles uitbarstingen in niveau vijf, ontsnappen een heleboel gevaarlijke speciale mensen. Sylar raakt bewusteloos en wordt opgesloten in niveau vijf. Nu de huidige baas van "the Company" dood is, wordt Angela Petrelli aangewezen als leidster van het bedrijf. Na een paar bevelen te hebben gegeven (waaronder het ontslaan van Elle Bishop), bekent Angela tegenover Sylar dat ze zijn moeder is en dat ze samen gaan werken om zijn honger te onderdrukken.

## Slachtoffers
Sylar heeft verschillende moorden begaan, waaronder vaak andere "speciale mensen" met krachten. In zulke gevallen haalt Sylar hun hersenen weg. Hoewel hij zich geheel richt op het vermoorden van speciale mensen, schuwt hij geweld tegen anderen niet. Hieronder een lijst van slachtoffers en hun eventuele krachten.
| Personage                        | Verkregen kracht        | Aflevering                  | Notitie |
| -------------------------------- | ----------------------- | --------------------------- | --- |
| Brian Davis                      | Telekinese              | "Six Months Ago"            | Deze kracht gebruikt Sylar het meest. |
| Chandra Suresh                   | Geen                    | "Seven Minutes to Midnight" | De moord is te zien in Mohinders droom. |
| Onbekend slachtoffer uit Barstow | Onbekend                | "Don't Look Back"           | Audrey Hanson noemt deze moord in "Don't Look Back". Ze zegt dat deze persoon op dezelfde manier is gedood als de andere speciale mensen die Sylar doodde. |
| James Walker                     | Bevriezen               | "Don't Look Back"           | Sylar vermoordde hem, stal zijn gave en testte het vervolgens op James zelf uit.                                                                           |
| Mrs. Walker                      | Geen                    | "Don't Look Back"           | Brein niet weggehaald. |
| Politieagent                     | Geen                    | "One Giant Leap"            | Getoond in bevroren toestand in een niet-uitgezonde scène uit de aflevering.                                                                               |
| Onbekende FBI agent              | Geen                    | "One Giant Leap"            | |
| Charlie Andrews                  | Zeer goed geheugen      | "Seven Minutes to Midnight" | |
| Jackie Wilcox                    | Geen                    | "Homecoming"                | Sylar dacht dat dit Claire Bennet was. |
| Eden McCain                      | Geen krachten afgenomen | "Fallout"                   | Om te voorkomen dat Sylar haar kracht (het controleren van andere personen) kreeg, pleegt Eden zelfmoord door zichzelf door het hoofd te schieten.         |
| Hank and Lisa                    | Geen                    | "The Fix"                   | |
| Onbekende mannelijke trucker     | Geen                    | "Road Kill" (strip)         | |
| Zane Taylor                      | Molecuul manipulatie    | "Run!"                      | Sylar neemt ook tijdelijk zijn identiteit over om Mohinder uit te horen.                                                                                   |
| Dale Smither                     | Super-gehoor            | "Unexpected"                | Dit is een constante kracht (die altijd werkt), waardoor Sylars gehoor erg gevoelig is tijdens een aantal afleveringen. Daarna past hij zich eraan aan.    |
| Isaac Mendez                     | Toekomst kijken         | ".07%"                      | Isaacs dood is gezien in de toekomst door Hiro in "Don't Look Back", en later door Isaac zelf in "Parasite".                                               |
| Virginia Gray                    | Geen                    | "The Hard Part"             | Sylar steekt per ongeluk zijn moeder in het hart met een schaar. Met haar bloed schildert hij een afbeelding van New York dat opgeblazen wordt.            |
| Ted Sprague                      | Radioactiviteit         | "Landslide"                 | Sylar vertelt de politie waar Ted is, en valt later de transportwagen aan waar hij in zit.                                                                 |
| Onbekende politieagent           | Geen                    | "Landslide"                 | |
| Sue Landers                      | Leugendetectie          | "Our Father"                | Deze gave lijkt constant te werken |

## Trivia
- Sylars originele kracht is dat hij meteen weet hoe bepaalde dingen werken. Hij kan ook goed aanvoelen als er iets kapot is.
- In de serie is Sylar oorspronkelijk een horlogemerk. Gray meet zichzelf de naam als alias aan.